# Skole (stacja kolejowa)
Skole (ukr. Сколе, ros. Сколе) – stacja kolejowa w miejscowości Skole, w rejonie stryjskim, w obwodzie lwowskim, na Ukrainie.
Stacja powstała w czasach Austro-Węgier.